# Hellalive
Hellalive ist das erste Livealbum der US-amerikanischen Thrash-Metal-Band Machine Head. Es erschien im Jahre 2003 über Roadrunner Records.

## Entstehung und Hintergrund
Zwölf der insgesamt 14 Lieder wurden bei einem Konzert der Band am 8. Dezember 2001 in der Londoner Brixton Academy mitgeschnitten. Nicht enthalten auf dem Album sind die Lieder White Knuckle Blackout und Deafening Silence sowie die gespielten Coverversionen, wie z. B. Creeping Death von Metallica. Dazu kommen die Lieder None But My Own und The Burning Red, die beim Auftritt von Machine Head beim With-Full-Force-Festivals im Jahre 2002 aufgenommen wurden. Da der Gitarrist Ahrue Luster die Band zwischenzeitlich verließ ist bei den Mitschnitten des With Full Force Phil Demmel an der Gitarre zu hören. Demmel half der Band seinerzeit aus und wurde erst später festes Bandmitglied.
Die Band produzierte das Album selber. Gemischt wurde Hellalive von Colin Richardson, während George Marino das Mastering übernahm. Über den Titel des Albums konnten die Fans durch eine Abstimmung über das Internet entscheiden. Für das Lied The Blood, the Sweat, the Tears wurde ein Musikvideo gedreht. Hierfür wurden Aufnahmen von einem Auftritt beim With Full Force-Festival verwendet.

## Titelliste
| 1. Bulldozer – 5:01 2. The Blood, the Sweat, the Tears – 4:16 3. Ten Ton Hammer – 5:01 4. Old – 4:59 5. Crashing Around You – 4:59 6. Take My Scars – 5:04 7. I'm Your God Now – 6:22 | 1. None But My Own – 7:16 2. From This Day – 5:09 3. American High – 3:34 4. Nothing Left – 5:33 5. The Burning Red – 6:09 6. Davidian – 6:00 7. Supercharger – 7:35 |

## Rezeption
Laut Matthias Weckmann vom deutschen Magazin Metal Hammer zeigt das Album Machine Head „von ihrer besten Seite: auf der Bühne“. Er gab dem Album sechs von sieben Punkten. Thomas Kupfer von deutschen Magazin Rock Hard bezeichnete das Album vor allem wegen des perfekten Sounds von Colin Richardson als Referenz-Livescheibe. Michael Edele vom Onlinemagazin Laut.de bezeichnete Hellalive als eine „verdammt runde Sache“, die „über die Wartezeit zum nächsten Studioalbum gut hinweg tröstet“. Markus Jakob vom Onlinemagazin Metalnews beschrieb das Werk in seiner Rezension als „Glanzstück von einem Livealbum“, auch wenn das Album „vom Umfang her recht unspektakulär daher komme“. Hellalive konnte sich nicht in den Charts platzieren.